# Gastrophysa viridula
Gastrophysa viridula es una especie de insecto coleóptero de la familia Chrysomelidae.
Fue descrita científicamente en 1775 por De Geer.